# Алексахина, Анна Яковлевна
Анна Яковлевна Алексахина (род. 25 апреля 1961, Ленинград) — советская и российская актриса театра и кино, народная артистка России (2008).

## Биография
Анна Алексахина родилась 25 апреля 1961 года в Ленинграде. Мать — филолог, отец — актёр. Когда Анне было 4 года, родители развелись.
Окончила гимназию 171 с углубленным изучением французского языка.
В 1982 году Анна окончила актёрский факультет Ленинградского государственного института театра, музыки и кинематографии.
По окончании института была принята в труппу Академического театра имени Ленсовета, где позже стала одной из ведущих актрис.
Занята в спектаклях Санкт-Петербургского театра «Русская антреприза».

## Семья
муж — Александр Васильев, актёр Театра комедии,  дочь — Екатерина Васильева (род. 1988), актриса.

## Роли в театре
Сыграла более чем в 30 спектаклях, в том числе:
- Ася — «Пятый десяток»;
- Принцесса Эльза, Маленькая разбойница, Герда — «Снежная королева»;
- 1989 — Зоя — «Победительница», реж. Игорь Владимиров, Ольга Соковых;
- Биче — «Человек и джентльмен»;
- Артистка пародий — «Смеяться, право, не грешно»;
- Вика Люберецкая — «Завтра была война»;
- Пинки — «Двери хлопают»;
- Кларисса-Эйда — «Фотофиниш»;
- Нэнси — «Газовый свет»;
- Марга — «Дикарь»;
- 1992 — Верочка — «Месяц в деревне» И. С. Тургенева, реж. О. Леваков, — Открытый театр;
- 1992 — Жанетт — «Обручение в Сен-Мишеле», реж. Анатолий Слясский;
- 1992 — Белл Даркин — «Дверь в лето», реж. Валерий Обогрелов;
- Фелице — «Западня»;
- Негина — «Таланты и поклонники»;
- Проститутка — «Карусель по г-ну Фрейду»;
- Оттилия Эгерман — «Лицо»;
- Изабелла Тренч — «Близится век золотой»;
- Жаклин — «Подсвечник»;
- Донья Анхела — «Дама-призрак»;
- Маргарита — «Самодуры»;
- Сара — «Любовник»;
- Феба-Пупэй — «Дверь в смежную комнату»;
- Эмилия — «Фокусник из Люблина»;
- 2002 — Красотка — «Фредерик, или бульвар преступлений» Эрика-Эммануэля Шмитта, реж. Владислав Пази;
- 1995 — Сибил — «Интимная жизнь» Ноэла Кауарда — частный театр «Бенефис»;
- 2006 — Клеопатра Львовна Мамаева — «На всякого мудреца довольно простоты» Н. А. Островского, реж. Василий Сенин;
- 2009 — Анна Андреевна — «Ревизор» Н. В. Гоголя, реж. Сергей Федотов;
- 2010 — Надя — «Я боюсь любви» Елены Исаевой, реж. Мария Романова[4];
- 2013 — «Басни Крылова и не только…»;
- 2013 — «Семейное счастье»;
- 2014 — «Кабаре Брехт»;
- 2014 — Ольга — «Три сестры».
- 2015 — Аркадина — «Костя Треплев. Любовь и смерть» — «Такой Театр»
- 2015 — Катарина — «The Demons» Ларса Нурена, реж. Денис Хуснияров

2021 - Мама - "Мама" по пьесе Ф. Зеллера. Реж. И. Мощицкий. Театр Ленсовета.

## Фильмография
- 1970 — Волшебная сила — ученица 2-го «В»
- 1971 — Найди меня, Лёня! — Мышка, сестра Динки
- 1973 — Здесь наш дом — девочка
- 1973 — Открытая книга — Таня Власенкова в детстве
- 1978— Фотографии на стене — Тоська
- 1979 — Крик гагары — Василиса
- 1981 — Американская трагедия — Сондра Финчли
- 1984 — Пусть цветёт иван-чай — знакомая отца Алёши
- 1984 — Дождь — Руся, по рассказам И. Бунина
- 1987 — Сильнее всех иных велений — Екатерина Николаевна Голицына
- 1987 — Среда обитания — Люда Солодовникова
- 1991 — Анна Карамазофф — актриса
- 1992 — Дверь в лето — Белл Даркин
- 1994 — Русская симфония — барышня
- 1995 — Мания Жизели — сумасшедшая
- 1995 — Спасибо, доктор — жена Сергея
- 1998 — Тело будет предано земле, а старший мичман будет петь — женщина (в эпизоде)
- 2000 — Улицы разбитых фонарей-3 — Людмила
- 2003 — Как в старом детективе — Мирра Загорская
- 2003 — Отец и сын — Анна
- 2003 — Русский ковчег — Александра Фёдоровна, жена Николая II
- 2004 — Мангуст-2 — Зинаида Манохина
- 2004 — Неудержимый Чижов — Лена
- 2004 — Сёстры — любовница Николая Ивановича
- 2007 — Варварины свадьбы — Зинаида
- 2007 — Луна в зените — Анна Евгеньевна Пунина
- 2007 — Ниоткуда с любовью, или Весёлые похороны — Нина
- 2008 — Время земляники — Люся, мать Стаса
- 2010 — Вопрос чести — Анна Эдуардовна
- 2010 — Клеймо — женщина (в эпизоде)
- 2011 — Дом образцового содержания — Роза Марковна Мирская
- 2011 — За тобой — мама
- 2013 — Маяковский. Два дня — Мария Андреева, гражданская жена Горького
- 2013 — Бывшая жена — София Заславская, экстрасенс
- 2013 — Горюнов — Мария, мать Александра и Дарьи Петровских
- 2013 — Мама будет против — Анастасия Павловна, мать Саши
- 2013 — Шагал — Малевич — мать Беллы
- 2013 — Шерлок Холмс — воспитательница пансиона
- 2015 — Лучше не бывает — мать Дениса
- 2015 — Полицейский участок — Ирина Андреевна Крылова, мать Полины
- 2019 — Алекс Лютый — Раиса Кононенко
- 2020 — Старые кадры — Элеонора
- 2021 — Бабки — Мила
- 2022 — Нахимовцы — жена Корнеева
- 2022 — Родители строгого режима — министр культуры
- 2022 — Календарь ма(й)я — Ольга Ивановна, бабушка Юры
- 2023 — Цербер — первая дама

## Награды и номинации
- 1999 — Заслуженная артистка Российской Федерации.
- 2001 — Лауреат петербургской премии «Люди нашего города» в номинации «Актриса года».
- 2008 — Народная артистка Российской Федерации[5].
- 2009 — Лауреат петербургской художественной премии «Петрополь» «За искренность и самобытность творчества в спектаклях последних лет».
- 2015 — Лауреат премии «Золотой софит» в категории «Лучшая женская роль в негосударственном театре» за роль Аркадиной в спектакле постановки Вениамина Фильштинского «Костя Треплев. Любовь и смерть»[6].